# منتزه فلسطين

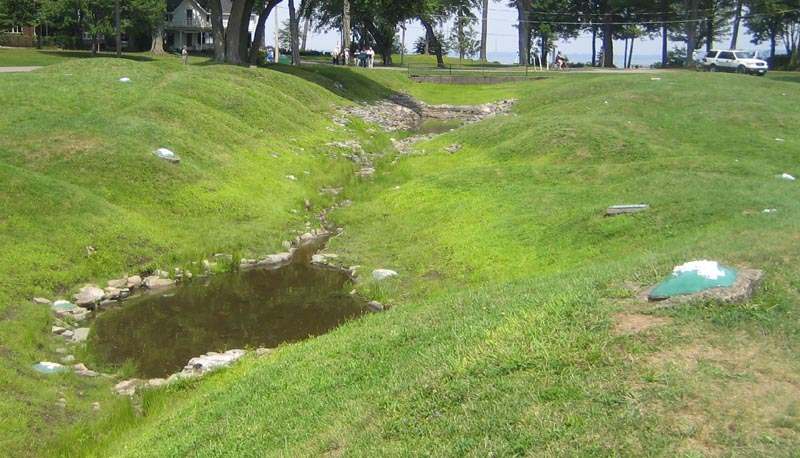
منتزه فلسطين في مدينة نيويورك

منتزه فلسطين (أو فلسطين بارك) هو نموذج مصغر للأراضي المقدسة، يشمل المدن والتلال والأنهار والبحار في تناسق جغرافي صحيح تقريبًا على أرض مؤسسة "Chautauqua" في مدينة نيويورك. يقع منتزه فلسطين على طول الجانب الجنوبي الغربي من بحيرة تشوتاكوا والتي تمثل البحر الأبيض المتوسط. وهذا يعطي نموذج نسخة فعلية عن جغرافيا فلسطين، والتي تقع على الساحل الشرقي للبحر الأبيض المتوسط. يمثل تل كبير من الحجارة جبل حرمون (جبل الشيخ)، مع مجرى اصطناعي يمثل نهر الأردن وهو يتدفق جنوبا من بحيرة طبريا إلى البحر الميت. تمثل التلال الصغيرة معالم توراتية مثل جبل طابور وجبل الزيتون ، مع علامات تمثل مواقع ذات أهمية توراتية بما في ذلك بئر يعقوب وأريحا وبيت صيدا ونموذج مصغر للقدس في زمن يسوع مع نسخة طبق الأصل صغيرة من المعبد اليهودي القديم.

## التأسيس
كانت الحديقة واحدة من أولى معالم تشاوتاوكوا. في عام 1874 ، كلف مؤسس Chautauqua القس جون هيل فينسنت صديقه الدكتور دبليو دبليو ويث بمهمة وضع حديقة فلسطين كوسيلة مساعدة مرئية لتدريس التاريخ الكتابي والجغرافيا لمعلمي مدرسة الأحد الذين كانوا أول زوار تشوتوكوا. في القرن التاسع عشر ، وصل الناس إلى Chautauqua عبر العبّارات ونزلوا إلى حديقة فلسطين بحيث كانت أولى خطواتهم في الأرض المقدسة كما لو كانوا حجاجًا صاعدين إلى القدس ؛ لأن الرحلة الفعلية إلى الأراضي المقدسة تفوق بكثير القدرة المالية لمعظم الأمريكيين في تلك الحقبة.
جرت عملية إعادة بناء الحديقة عدة مرات على مر السنين، ويبلغ طول منتزه فلسطين الحالي 350 قدمًا بمقياس 21 بوصة (530 ملم) إلى ميل واحد (1.6 كيلومتر). الحديقة هي ملكية مساهمة في منطقة مؤسسة Chautauqua التاريخية.
هناك جولات تعليمية إرشادية عبر الحديقة كل يوم أحد وإثنين في الساعة 7 مساءً. (إذا سمح الطقس) خلال موسم الصيف في Chautauqua الذي يبلغ تسعة أسابيع.